# ナモ・バーラト
ナモ・バーラト（英語: Namo Bharat）は、インドのデリー首都圏の高速都市鉄道であるラピッドXで使用されている電車。通勤・近郊輸送を意識した営業最高速度160 km/hの列車で、愛称は「インドへの敬意」を意味する。

## 概要
ラピッドX（RapidX）は、インドの首都・デリーを含むデリー首都圏と周辺都市を結ぶ都市鉄道として計画された路線網で、2023年10月以降順次各路線が営業運転を開始している。これらの路線向けに開発・生産が行われているのが「ナモ・バーラト」で、運行開始に先立つ2020年にボンバルディア・トランスポーテーション（現：アルストム）とラピッドXを所有する首都圏交通公社（National Capital Region Transport Corporation、NCRTC）の間に製造に関する契約が結ばれた。
ロータス寺院（Lotus Temple）をモチーフにしたデザインを有する流線形の列車で、6両編成のうち先頭車1両はプレミアム車両（Premium Coach）、4両は普通車両（Standard Coach）となっている他、プレミアム車両と連結されている中間車1両は女性専用車両である。編成の総定員は1,468人を想定している。車体は安全性の向上や軽量化を目的に、インドのジンダル・ステンレス（Jindal Stainless）が開発した「グリーン・メタル（Green Metal）」と呼ばれるステンレス鋼で作られている。設計最高速度は180 km/hだが、実際の営業運転では160 km/hが最高速度となっている。乗降扉は両開き式プラグドアで、プレミアム車両には2箇所、普通車両には3箇所設置されている。
車内には2＋2人掛けのクロスシートが設置されている他、つり革や握り棒など立席客向けの設備が設置されている。そのうちプレミアム車両の座席はリクライニング機構を備えている他、シートピッチも広く設けられている。また、荷物ラックや充電用ソケット、情報案内装置など快適性を図るための設備も存在する他、安全対策のための監視カメラや消防設備、緊急時に備えた担架も搭載されている。
制御システムとして、ETCS レベル3（European Train Control System L3）に対応したLTE通信装置が設置されており、これを用いて列車信号の操作や列車位置の特定などが行われる。また、将来的にはこの通信システムを用いた自動列車運転装置（ATO）の搭載も計画されている。
ラピッドXの最初の路線となるデリー-メーラト線では6両編成30本が使用される事になっており、インド政府が推進する「メイク・イン・インディア」の方針に基づき、2022年以降アルストムがインドに有する工場で生産が行われている。

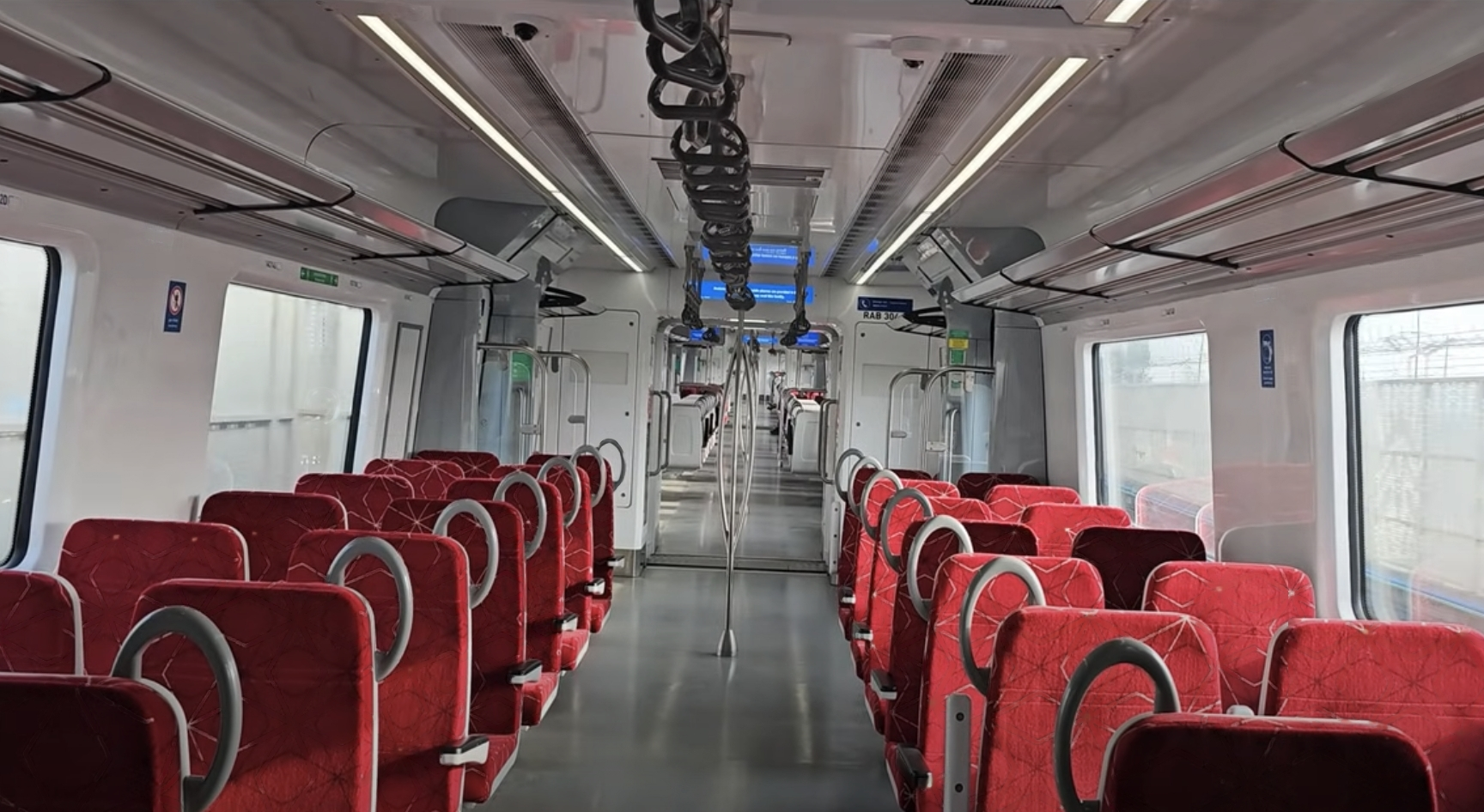
車内（2024年撮影）
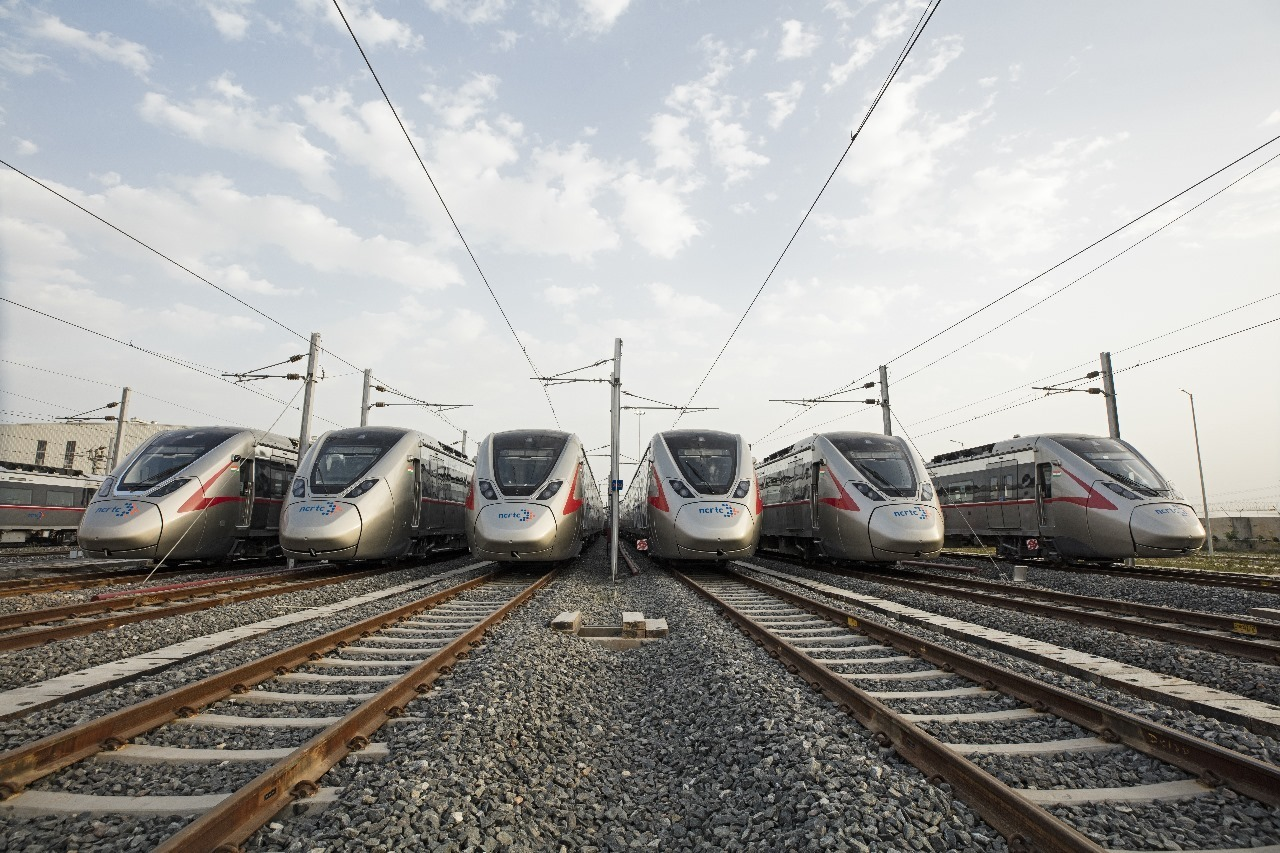
車庫に並ぶナモ・バーラト（2023年撮影）